# Новое Ключище
Новое Ключище — село в Арском районе Татарстана. Входит в состав Сизинского сельского поселения.

## География
Находится в северо-западной части Татарстана на расстоянии приблизительно 27 км по прямой на северо-восток от районного центра города Арск.

## История
Основано в конце XVIII века. В 1884 году была открыта школа.

## Население
Постоянных жителей было: в 1859—395, в 1897—631, в 1908—749, в 1920—687, в 1926—741, в 1938—528, в 1949—398, в 1958—273, в 1970—124, в 1979 — 48, в 1989 — 20, 5 в 2002 году (русские 80 %), 2 в 2010.